# Курник
Курник је сајт за играње на мрежи подржан од заједнице са много игара на табли и са картама које се играју уживо против правих противника. Поред његовог простог и изванредно чистог интерфејса (без реклама, искачућих прозора итд.), он поседује разне особине које Вам могу још могу бити интересантне:
- ништа не скидате са Интернета -- играње у Јава компатибилном веб прегледачу
- систем рангирања и исцрпне статистике играча (одлично за елиминисање превараната)
- комплетна архива игара играних у претходних 6 месеци; игре могу бити поново гледане или свучене у популарним форматима (PGN, PBN, SGF итд.)
- комплетно аутоматизовани турнири преко мреже укључујући и приватне
- guest mode играње са пријатељима са skype, icq итд.
- уграђени инстант месенџер са контакт листама тако да лако можете наћи Ваше пријатеље који су овде

Могуће је да неке од ових особина нису подржане у свим играма. Kurnik - играчка платформа се активно развија од стране Марека Футреге од 2001.